# 언더테일
《언더테일》(영어: Undertale)은 토비 폭스가 제작해 2015년에 출시한 롤플레잉 비디오 게임이다.
《언더테일》은 토비 폭스가 독자적으로 개발한 것으로 줄거리와 캐릭터, 음악 등을 모두 직접 고안하였다. 다만 이미지 작업에는 예전부터 함께 작업하였던 테미 창이 도움을 주었다. 《언더테일》의 개발에 영감을 준 게임으로는 언더벌스의 마더 시리즈와 마리오&루이지 RPG가 있다. 탄막 슈팅 방식의 전투 시스템은 동방 프로젝트로부터 영향을 받았다. 캐릭터의 구상은 미스터 빈의 영향을 받았다고 한다. 게임 중간중간에 크고 작은 이스터 에그들이 아주 많다.《언더테일》이 인기를 얻은 이유 중 하나이다.
《언더테일》은 2014년 중반에 2시간 분량의 내용으로 첫 선을 보였지만 이후 3년 동안 개발이 계속되었다.마이크로소프트 윈도우나 OS X에서 플레이할 수 있는 스팀에서는 2015년 9월 15일 공개되었다. 언더테일은 출시되자마자 소재와 줄거리, 직관적인 전투 시스템, 악곡, 게임의 독창성 등에 대한 극찬을 받았다. 100만 카피 이상 판매되어 게임 오브 더 이어를 비롯한 여러 상을 받았다. 언더벌스, 언더펠, 언더스왑 등의 여러 2차, 3차 창작물이 많다. 마더의 영향도 많이 받았다. 사쿠라이 마사히로의 게임 슈퍼 스매시브라더스 얼티밋과 콜라보로 샌즈가 나왔다.

## 게임 방식

언더테일의 전투 화면

《언더테일》은 위에서 밑을 바라보는 시각의 2D 그래픽으로 구성되어 있다. 플레이어는 지하 세계에 떨어진 아이를 조종하여 이야기를 풀어 나가야 한다. 주인공은 폐허, 스노우딘, 워터폴, 핫랜드, 코어, 뉴 홈 등을 탐험하면서 퍼즐을 풀어야 한다. 지하 세계에는 그곳을 "집"으로 삼고 사는 많은 괴물들이 있으며 이들은 대개 주인공을 공격한다. 주인공은 이들과 싸워 죽이거나 그저 도망치거나 아니면 친구가 될 수도 있다. 주인공의 이러한 선택은 이어지는 이야기의 흐름, 엔딩에 영향을 미친다. 주인공의 행동이 이야기에 영향을 미치는 점은 개발 당시부터 언더테일이 중요하게 여긴 요소이다.

## 제작
언더테일은 2년 7개월 동안 토비 폭스가 개발했다. 개발비용은 킥스타터에서 진행된 크라우드펀딩 후원을 받았다. 이 캠페인은 2013년 6월 25일 5,000 미국 달러를 목표로 진행되어 2013년 6월 25일, 2,398명이 51,124 미국 달러를 모금하여 (원래 목표의 1022.48%) 마감되었다. 그런데 이 뒤에는 스토리가 있다. 토비 폭스는 선착순 10위 내로 2000 달러 이상을 모금하는 사람이 원하는 캐릭터로 시크릿보스를 만들겠다고 제안한 것이다. 그리고 또한 10000 달러를 모금한 사람은 정식보스를 만들어 주기로 하였다. 그래서 탄생한 것이 시크릿보스인 glyde 와 so sorry, 그리고 거미 머펫이다. 언더테일의 제작은 게임 제작 시스템(game creation system) GameMaker: Studio의 제작에 뒤따른 것이다. 토비 폭스는 전통적인 롤플레잉 게임이 지루하다고 판단해 전통적인 롤플레잉 게임과 다른 게임을 개발하기를 원했다.
토비 폭스는 대부분의 작업을 혼자서 했다. 하지만 토비 폭스는 게임 개발에 경험이 적었다. 폭스와 그의 세 형제는 RPG Maker 2000를 롤플레잉 게임을 만들기 위해 써본 적이 있었지만 완성된 게임은 얼마 없었다. 폭스는 고교 시절 EarthBound ROM 해킹을 해본 적이 있었다. 테미 창(Temmie Chang)은 화면이나 개념 예술에 대한 기술적인 보조를 했다. 폭스는 그 게임의 예술 스타일이 여러 예술가 팀을 썼을 때와 거의 같다고 말했다. 그는 '대중들은 캐릭터를 세밀하게 그렸을 때보다 단순하게 그렸을 때 더 매력을 느낀다는 심리학적인 맥락이 있다고 말했다. 특히 예술에 시각적인 개그를 사용한 것이 도움이 되었다고 말했다. (첫 샌즈와 파피루스 만남에서의 딱맞는 램프 등)

### 게임 디자인
언더테일은 2014년 중반에 출시 될 예정이었으나 개발에 3년이 걸리면서 게임의 길이가 길어지고 출시가 늦어졌다.
대결 부분의 방어 부분은 마리오&루이지 시리즈의 영향을 받았고, 동방 프로젝트 등의 탄막슈팅 계열 게임의 영향도 받았다. 영국의 코미디 쇼 미스터 빈으로부터도 영향을 받았다. 대결 부분을 작업할 때 폭스는 그가 개인적으로도 즐길만하게 만들었다. 그는 언터테일의 대결 부분이 슈퍼 마리오 RPG (1996)나 마리오&루이지 RPG (2003)와 동등한 매력을 갖기를 원했다. 폭스는 노가다가 게임 어느 부분에도 필요하다고 보지 않았다. 대신 플레이어에게 선택지로 남겨주고자 했다. 또한 무언가를 얻기 위해 돌아가기를 도입하는 것을 원치 않았다. 게임 난이도의 측면에서, 쉽고 재밌음을 보장하고자 했다. 그는 친구들에게 탄막슈팅게임을 한 적이 없는 친구들에게 게임을 테스트해보게 했는데 그들이 게임을 마칠 수 있었다는 것을 발견했다. 그래서 게임 난이도가 최적이라고 생각했다.
게임의 대화는 진 여신전생 (1992)의 영향을 받았는데 특히 플레이어가 분쟁을 피하기 위해 괴물과 대화하는 부분이 그러했다. 이부분을 확대해 협상에 실패한 경우에만 싸울 수 있도록 했다. "나는 괴물과 대화하고 싶은 나의 욕구를 만족시키는 시스템을 만들기를 원했어요" 라고 말했다. 그가 이 방법을 개발하기로 했을 때, 적들을 죽이지 않고 게임을 끝마치자는 생각이 자연스럽게 들었다. 그러나 싸움을 선택지에서 제외하고자 하는 것은 개발동안 전혀 고려하지 않았다. 적들은 죽이지 않고 게임을 끝마치는 것에 대한 난이도에 대한 질문을 받았을 때, "이 게임의 테마의 가장 중요한 부분"이라며 플레이어 스스로에게 질문해서 생각하라고 답했다.

### 대사 작성
이 게임 대사를 작성할 때 토비 폭스는 인터넷 문화의 어리석음, 미스터 빈 (1990–1995) 같은 코미디 쇼의 영향을 받았다. 또 EarthBound (1994)에 나온 불안한 분위기의 영향도 받았다. 토비 폭스는 "의문이 제기된 적 없는 많은 게임의 요소를 뒤엎는 것"을 원했다. 토비 폭스는 캐릭터의 목소리와 분위기를 설정하자 대사작성이 쉬움을 찾아냈다. 그는 세계를 창조하는 것이 자연스러운 과정이라고 느꼈다. Fox felt the importance to make the game's monsters "feel like an individual". 그는 파이널 판타지 시리즈 (1987–현재)를 정반대의 예로 들었다. "모든 RPG 게임들의 괴물은 Final Fantasy랑 똑같아요"라고 말했다.
게임 맨 처음에 나오는 토리엘이라는 캐릭터는 RPG 게임의 튜토리얼 캐릭터의 패러디이다. 폭스는 젤다의 전설: 스카이워드 소드 (2011)의 파이와 같이 퍼즐을 푸는 해법을 일찍 알려주는 것을 싫어했다. 폭스는 또한 롤플레잉 게임이 어머니 캐릭터가 결여되어있다고 느꼈다. 그래서 토리엘 캐릭터를 '진짜 엄마같이 행동하는 엄마'처럼 만들려고 했다.

### 음악
음악은 모두 폭스가 작곡했다. 스스로 음악을 독학한 폭스는 음악에서 반복이 없도록 했다. 게임의 메인 주제곡 "Undertale" 과 "determination", 파피루스의 주제곡인 "bonetrousle" 그 유명한 샌즈의 "Megalovania"와 게임 내에서 등장하지 않는 곡인 "gaster's theme", 그리고 실험곡인 "meat factory" 와 파이널 엔딩 후 미니무비에 나오는 테마인 "good night" 만이 여러 번 반복되는 곡이다. 사운드트랙은 슈퍼 패미컴 롤플레잉게임, 의 영향을 받았는데 그 예로 MOTHER 2 가 있으며 폭스가 일부 음악을 제공했단 웹코믹 Homestuck의 영향도 받았다. 폭스는 그가 들었던 모든 다른 음악의 영향도 받았는데, 특히 비디오 게임 음악의 영향을 받았다고 밝혔다. 폭스에 따르면 음악 90%가 이 게임을 위해 제작됐다. 샌즈 보스전에서 사용된 "Megalovania"곡은 Homestuck 웹코믹에 실린 적이 있으며 MOTHER 2를 ROM 해킹한 버전에 쓰인 적이 있다. 폭스는 프로그래밍 하기 전에 음악을 작곡했는데 이것은 "이 장면이 어떻게 진행되어야 할지" 결정하는데 도움이 되었다. 그는 음악 트래커로 작곡을 하려고 했으나 힘들다는 것을 느끼고 각 음악을 부분부분 연주한 뒤에 하나의 트랙으로 이었다.
Undertale의 사운드 트랙은 비평가들에게 게임의 성공 요인중 하나라는 평가를 받았다. 특히 다양한 트랙을 통해 다양한 등장인물에 다양한 주도동기를 사용한 것이 그러했다. 특히 주인공이 아무 괴물도 죽이지 않았을 때 만나는 보스 아스리엘(Asriel)과 만나면 나오는 음악인"Hopes and Dreams"가 USgamer의 Nadia Oxford로부터 높은 평가를 받았다. Oxford는 오래된 곡을 새로운 경험으로 전환시키는 능력이 이 게임 전체에서 드러나지만, 특히 이 곡에서 드러난다고 평했다. GameSpot의 Tyler Hicks는 이 곡을 "칩튠"에 비한다고 평했다.

### 영향받은 게임들
MOTHER 시리즈의 영향을 많이 받은 것으로 알려져 있다.
언더테일의 초기 계획도 MOTHER 시리즈의 해킹 롬이었다.

## 출시
이 게임은 마이크로소프트 윈도우나 OS X용으로 2015년 9월 15일 출시되었다. 폭스는 언더테일을 다른 플랫폼에서 할 수 있게 출시할 계획이라고 밝혔지만, 재프로그래밍 없이는 닌텐도 게임기에서 하도록 할 수는 없다고 밝혔다. 2016년 1월 버그를 고치고 색맹인들이 더 잘 볼 수 있는 패치가 나왔다. 파란색 공격을 좀 더 진하게 칠했다.
다른 언더테일 매체와 상업 제품이 나왔는데 여러 가지 피규어 모형이나 봉제완구가 나왔다. 2015년 게임 출시와 함께 사운드 트랙도 출시됐다. 또한 두개의 공식 음악 앨범이 나왔는데 RichaadEB 와 Ace Waters의 2015년 메탈 앨범 Determination과 2016년 Carlos Eiene의 재즈 앨범 Live at Grilby이다.

## 평가

### 수상 및 후보
| \| 수상일자 \| 수상 \| 분류 \| 수상작/수상자 \| 결과 \| 출처. \| \| ---------------- \| ----------------------------------------------- \| ------------------------------------------------- \| ------------- \| ---- \| -------- \| \| 2015년 10월 30일 \| Rock, Paper, Shotgun Game of the Month: October \| 이달의 게임 \| 언더테일 \| 수상 \| [34] \| \| 2015년 11월 27일 \| Global Game Awards 2015 \| 최고의 인디 \| 언더테일 \| 2위 \| [35] \| \| 2015년 12월 1일 \| 타임지 선정 최고의 비디오 게임 10선 \| 최고의 게임 \| 언더테일 \| 9위 \| [36] \| \| 2015년 12월 3일 \| The Game Awards 2015 \| 최고의 인디 게임 \| 언더테일 \| 후보 \| [37] \| \| 2015년 12월 3일 \| The Game Awards 2015 \| Games for Change \| 언더테일 \| 후보 \| [37] \| \| 2015년 12월 3일 \| The Game Awards 2015 \| 최고의 롤플레잉 게임 \| 언더테일 \| 후보 \| [37] \| \| 2015년 12월 4일 \| Vice Best 20 Video Games of 2015 \| Best Game \| 언더테일 \| 8위 \| [38] \| \| 2015년 12월 15일 \| Rock, Paper, Shotgun Best PC Games of 2015 \| Funniest Game on PC \| 언더테일 \| 수상 \| [1] \| \| 2015년 12월 15일 \| Good Game Awards 2015 \| 올해의 게임 \| 언더테일 \| 후보 \| [39] \| \| 2015년 12월 16일 \| GameFAQs' Best Game Ever \| Best Game Ever \| 언더테일 \| 수상 \| [40] \| \| 2015년 12월 18일 \| GameSpot 올해의 게임 \| 올해의 게임 \| 언더테일 \| 19위 \| [41] \| \| 2015년 12월 21일 \| The Jimquisition Game of the Year Awards 2015 \| 올해의 게임 \| 언더테일 \| 수상 \| [42] \| \| 2015년 12월 22일 \| Destructoid Game of the Year \| 최고의 PC게임 \| 언더테일 \| 수상 \| [43] \| \| 2015년 12월 25일 \| The Escapist's Best Games of 2015 \| 최고의 게임 \| 언더테일 \| 후보 \| [44] \| \| 2015년 12월 28일 \| Ars Technica best video games of 2015 \| 최고의 게임 \| 언더테일 \| 5위 \| [20] \| \| 2015년 12월 28일 \| Giant Bomb's 2015 Game of the Year Awards \| Best Surprise \| 언더테일 \| 2위 \| [45] \| \| 2015년 12월 30일 \| Giant Bomb's 2015 Game of the Year Awards \| 최고의 데뷔 \| 토비 폭스 \| 2위 \| [46] \| \| 2016년 1월 1일 \| Giant Bomb's 2015 Game of the Year Awards \| 올해의 게임 \| 언더테일 \| 7위 \| [47] \| \| 2016년 1월 7일 \| Zero Punctuation Top 5 Games of 2015 \| 올해의 게임 \| 언더테일 \| 수상 \| [48] \| \| 2016년 1월 12일 \| IGN's Best of 2015 \| 올해의 PC게임 \| 언더테일 \| 수상 \| [49] \| \| 2016년 1월 12일 \| IGN's Best of 2015 \| 최고의 스토리 \| 언더테일 \| 수상 \| [50] \| \| 2016년 2월 18일 \| 19th Annual DICE Awards \| Outstanding Achievement in Game Direction \| 언더테일 \| 후보 \| [51] \| \| 2016년 2월 18일 \| 19th Annual DICE Awards \| DICE Sprite Award \| 언더테일 \| 후보 \| [51] \| \| 2016년 2월 18일 \| 19th Annual DICE Awards \| Role-Playing/Massive Multiplayer Game of the Year \| 언더테일 \| 후보 \| [51] \| \| 2016년 3월 16일 \| 2016 Game Developers Choice Awards \| 혁신 상 \| 언더테일 \| 후보 \| [52] \| \| 2016년 3월 16일 \| 2016 Game Developers Choice Awards \| 최고의 데뷔 \| 토비 폭스 \| 후보 \| [52] \| \| 2016년 3월 16일 \| 2016 Game Developers Choice Awards \| 최고의 네러티브 \| 언더테일 \| 후보 \| [52] \| \| 2016년 3월 16일 \| 2016 Independent Games Festival Awards \| Seumas McNally Grand Prize \| 언더테일 \| 후보 \| [53] \| \| 2016년 3월 16일 \| 2016 Independent Games Festival Awards \| 휼륭한 오디오 \| 언더테일 \| 후보 \| [53] \| \| 2016년 3월 16일 \| 2016 Independent Games Festival Awards \| Excellence in Narrative \| 언더테일 \| 후보 \| [53] \| \| 2016년 3월 16일 \| 2016 Independent Games Festival Awards \| Audience Award \| 언더테일 \| 수상 \| [54] \| \| 2016년 3월 19일 \| SXSW Gaming Awards \| 올해의 게임 \| 언더테일 \| 후보 \| [55] \| \| 2016년 3월 19일 \| SXSW Gaming Awards \| 최고의 게임플레이 \| 언더테일 \| 후보 \| [55] \| \| 2016년 3월 19일 \| SXSW Gaming Awards \| 가장 만족스러운 크라우드 펀딩된 게임 \| 언더테일 \| 수상 \| [56] \| \| 2016년 3월 19일 \| SXSW Gaming Awards \| 가장 미래가 밝은 지적 재산 \| 언더테일 \| 후보 \| [55] \| \| 2016년 3월 19일 \| SXSW Gaming Awards \| Matthew Crump Cultural Innovation Award \| 언더테일 \| 수상 \| [56] \| \| 2016년 4월 7일 \| BAFTA Games Awards \| 스토리 \| 언더테일 \| 후보 \| [57][58] \| |                                                 |                                                   |               |      |               |
| 수상일자 | 수상                                            | 분류                                              | 수상작/수상자 | 결과 | 출처.         |
| 2015년 10월 30일 | Rock, Paper, Shotgun Game of the Month: October | 이달의 게임                                       | 언더테일      | 수상 | [ 34 ]        |
| 2015년 11월 27일 | Global Game Awards 2015                         | 최고의 인디                                       | 언더테일      | 2위  | [ 35 ]        |
| 2015년 12월 1일 | 타임지 선정 최고의 비디오 게임 10선             | 최고의 게임                                       | 언더테일      | 9위  | [ 36 ]        |
| 2015년 12월 3일 | The Game Awards 2015                            | 최고의 인디 게임                                  | 언더테일      | 후보 | [ 37 ]        |
| 2015년 12월 3일 | The Game Awards 2015                            | Games for Change                                  | 언더테일      | 후보 | [ 37 ]        |
| 2015년 12월 3일 | The Game Awards 2015                            | 최고의 롤플레잉 게임                              | 언더테일      | 후보 | [ 37 ]        |
| 2015년 12월 4일 | Vice Best 20 Video Games of 2015                | Best Game                                         | 언더테일      | 8위  | [ 38 ]        |
| 2015년 12월 15일 | Rock, Paper, Shotgun Best PC Games of 2015      | Funniest Game on PC                               | 언더테일      | 수상 | [ 1 ]         |
| 2015년 12월 15일 | Good Game Awards 2015                           | 올해의 게임                                       | 언더테일      | 후보 | [ 39 ]        |
| 2015년 12월 16일 | GameFAQs' Best Game Ever                        | Best Game Ever                                    | 언더테일      | 수상 | [ 40 ]        |
| 2015년 12월 18일 | GameSpot 올해의 게임                            | 올해의 게임                                       | 언더테일      | 19위 | [ 41 ]        |
| 2015년 12월 21일 | The Jimquisition Game of the Year Awards 2015   | 올해의 게임                                       | 언더테일      | 수상 | [ 42 ]        |
| 2015년 12월 22일 | Destructoid Game of the Year                    | 최고의 PC게임                                     | 언더테일      | 수상 | [ 43 ]        |
| 2015년 12월 25일 | The Escapist's Best Games of 2015               | 최고의 게임                                       | 언더테일      | 후보 | [ 44 ]        |
| 2015년 12월 28일 | Ars Technica best video games of 2015           | 최고의 게임                                       | 언더테일      | 5위  | [ 20 ]        |
| 2015년 12월 28일 | Giant Bomb's 2015 Game of the Year Awards       | Best Surprise                                     | 언더테일      | 2위  | [ 45 ]        |
| 2015년 12월 30일 | Giant Bomb's 2015 Game of the Year Awards       | 최고의 데뷔                                       | 토비 폭스     | 2위  | [ 46 ]        |
| 2016년 1월 1일 | Giant Bomb's 2015 Game of the Year Awards       | 올해의 게임                                       | 언더테일      | 7위  | [ 47 ]        |
| 2016년 1월 7일 | Zero Punctuation Top 5 Games of 2015            | 올해의 게임                                       | 언더테일      | 수상 | [ 48 ]        |
| 2016년 1월 12일 | IGN's Best of 2015                              | 올해의 PC게임                                     | 언더테일      | 수상 | [ 49 ]        |
| 2016년 1월 12일 | IGN's Best of 2015                              | 최고의 스토리                                     | 언더테일      | 수상 | [ 50 ]        |
| 2016년 2월 18일 | 19th Annual DICE Awards                         | Outstanding Achievement in Game Direction         | 언더테일      | 후보 | [ 51 ]        |
| 2016년 2월 18일 | 19th Annual DICE Awards                         | DICE Sprite Award                                 | 언더테일      | 후보 | [ 51 ]        |
| 2016년 2월 18일 | 19th Annual DICE Awards                         | Role-Playing/Massive Multiplayer Game of the Year | 언더테일      | 후보 | [ 51 ]        |
| 2016년 3월 16일 | 2016 Game Developers Choice Awards              | 혁신 상                                           | 언더테일      | 후보 | [ 52 ]        |
| 2016년 3월 16일 | 2016 Game Developers Choice Awards              | 최고의 데뷔                                       | 토비 폭스     | 후보 | [ 52 ]        |
| 2016년 3월 16일 | 2016 Game Developers Choice Awards              | 최고의 네러티브                                   | 언더테일      | 후보 | [ 52 ]        |
| 2016년 3월 16일 | 2016 Independent Games Festival Awards          | Seumas McNally Grand Prize                        | 언더테일      | 후보 | [ 53 ]        |
| 2016년 3월 16일 | 2016 Independent Games Festival Awards          | 휼륭한 오디오                                     | 언더테일      | 후보 | [ 53 ]        |
| 2016년 3월 16일 | 2016 Independent Games Festival Awards          | Excellence in Narrative                           | 언더테일      | 후보 | [ 53 ]        |
| 2016년 3월 16일 | 2016 Independent Games Festival Awards          | Audience Award                                    | 언더테일      | 수상 | [ 54 ]        |
| 2016년 3월 19일 | SXSW Gaming Awards                              | 올해의 게임                                       | 언더테일      | 후보 | [ 55 ]        |
| 2016년 3월 19일 | SXSW Gaming Awards                              | 최고의 게임플레이                                 | 언더테일      | 후보 | [ 55 ]        |
| 2016년 3월 19일 | SXSW Gaming Awards                              | 가장 만족스러운 크라우드 펀딩된 게임              | 언더테일      | 수상 | [ 56 ]        |
| 2016년 3월 19일 | SXSW Gaming Awards                              | 가장 미래가 밝은 지적 재산                        | 언더테일      | 후보 | [ 55 ]        |
| 2016년 3월 19일 | SXSW Gaming Awards                              | Matthew Crump Cultural Innovation Award           | 언더테일      | 수상 | [ 56 ]        |
| 2016년 4월 7일 | BAFTA Games Awards                              | 스토리                                            | 언더테일      | 후보 | [ 57 ] [ 58 ] |

## 기타

### 애니메이션화
언더벌스(Underverse)라는 이름의 애니메이션으로 Jael Peñaloza가 연재하는 언더테일의 2차 창작물이다. Jael의 유튜브 채널에 업로드 되며, 언더테일 2차 창작 중에서 가장 인지도가 높은 시리즈 중 하나로 꼽힌다.

## 같이 보기
- 언더테일의 캐릭터
- 언더테일의 OST
- 토비 폭스
- 델타룬
- 델타룬의 캐릭터